# سیارک ۹۹۶۸
سیارک ۹۹۶۸ (به انگلیسی: 9968 Serpe، نامگذاری:1992JS2)۹۹۶۸مین سیارک کشف شده‌است که در ۰۴ مه ۱۹۹۲ کشف شد.